# Кондо, Ами
Ами Кондо (яп. 近藤 亜美; род. 9 мая 1995, Нагоя) — японская дзюдоистка, бронзовый призер Олимпийских игр 2016 года, чемпионка мира, серебряный призёр Азиатских игр 2018 года.

## Биография
На летних Олимпийских играх 2016 года в Рио-де-Жанейро Ами Кондо была посеяна под 3-м номером, благодаря чему стартовала сразу со второго раунда. По ходу соревнований японская дзюдоистка одержала две досрочные победы и вышла в полуфинал. Там Кондо предстояло встретиться с аргентинской дзюдоисткой Паулой Парето. Поединок продолжился все положенные по регламенту 4 минуты. Единственным результативным действием за поединок стал бросок, выполненный Парето, благодаря чему она и вышла в финал. Кондо в упорной схватке за бронзовую медаль смогла победить лидера мирового рейтинга из Монголии Мунхбатын Уранцэцэг.

## Выступления на Олимпиадах
| Олимпиада           | Дисциплина | Место |
| ------------------- | ---------- | ----- |
| Рио-де-Жанейро 2016 | До 48 кг   | 3     |